# 巴利克詹·努肯諾夫
巴利克詹·庫代貝爾格烏勒·努肯諾夫（羅馬化：Barlykjan Kýdaıbergenuly Nýkenov，1960年3月2日—）是一位哈薩克商人和投資者。努肯諾夫在哈薩克擁有多家公司，此前曾擔任加拉干達州的副州長。

## 生平
巴利克詹·庫代貝爾格諾維奇·努肯諾夫於1960年3月2日出生於哈薩克蘇維埃社會主義共和國的加拉干達州。他曾就讀於卡拉干達警察學院（俄语：Высшая Школa МВД СССР）並擁有卡拉干達州立大學經濟學學士學位。完成學業後，努肯諾夫在卡拉干達州的各個執法部門工作。

## 政治和商業活動
從1990年到1997年，努肯諾夫擔任卡拉干達地區的金融衛隊隊長。努肯諾夫於1997年至1999年擔任卡拉干達州副州長。然後從1999年到2004年，努肯諾夫擔任Kazkommertsbank的執行董事。 自2004年以來，努肯諾夫作為商人和投資者在私營部門工作。2005年，他創立了Tam Kurylys（俄语：Там Курылыс），這是一家專門從事低收入住房開發的建築公司。2014年，努肯諾夫與他人共同創立了Agrostan Farms（俄语：ТОО Агростан），一家專門從事肉類產品批發和出口的畜牧公司。努肯諾夫還在哈薩克斯坦境內外投資各種項目。

## 外部連結
- About Barlykzhan Nukenov: | Biography, Facts, Career, Wiki, Life （页面存档备份，存于）
- Barlykzhan Nukenov - Bio, Net Worth, Age, Birthday, Dating, Wiki! （页面存档备份，存于）